# Organización territorial del Estado de Palestina
La organización territorial del Estado de Palestina fue implantada a raíz de los acuerdos de Oslo de 1994. Aquel año la ANP creó el Ministerio de Gobierno Local (Ministry of Local Government) que en 1995 estructuró el primer nivel de la administración territorial del país en 16 gobernaciones, 11 en Cisjordania y 5 en la Franja de Gaza.
Posteriormente, la Ley sobre el Gobierno Local (Law on Local Government) de 1997 reorganizó las administraciones municipales que aún funcionaban según antiguas leyes inspiradas en las administraciones otomanas, egipcias, británicas y jordanas. En función de su peso demográfico, se crearon dos tipos de administraciones locales, los municipios (municipalities) y los pueblos (village councils), que cuentan menos de 1000 habitantes. Los municipios se clasifican a su vez en municipios de tipo A, B, C o D según su población. En el siglo XXI, la Oficina Central de Estadísticas de Palestina (PCBS) contabiliza 121 municipios (96 en Cisjordania y 25 en la Franja de Gaza) y 335 pueblos. Casi todos los pueblos están situados en Cisjordania, donde la población es atomizada en localidades relativamente pequeñas, y casi ninguno en la Franja de Gaza debido a su alta densidad de población.
La ley de 1997 sobre administración local excluye los campos de refugiados de la jurisdicción del Ministerio de Gobierno Local. Dependen directamente de la Agencia de Naciones Unidas para los Refugiados de Palestina en Oriente Próximo (UNRWA), si bien esta solo se encarga de suministrar servicios en materia de sanidad y educación. Para otros tipos de servicios, como el suministro en agua o electricidad, las responsabilidades son confusas y se gestionan conjuntamente con los municipios, lo que da lugar a diversas situaciones según el lugar.

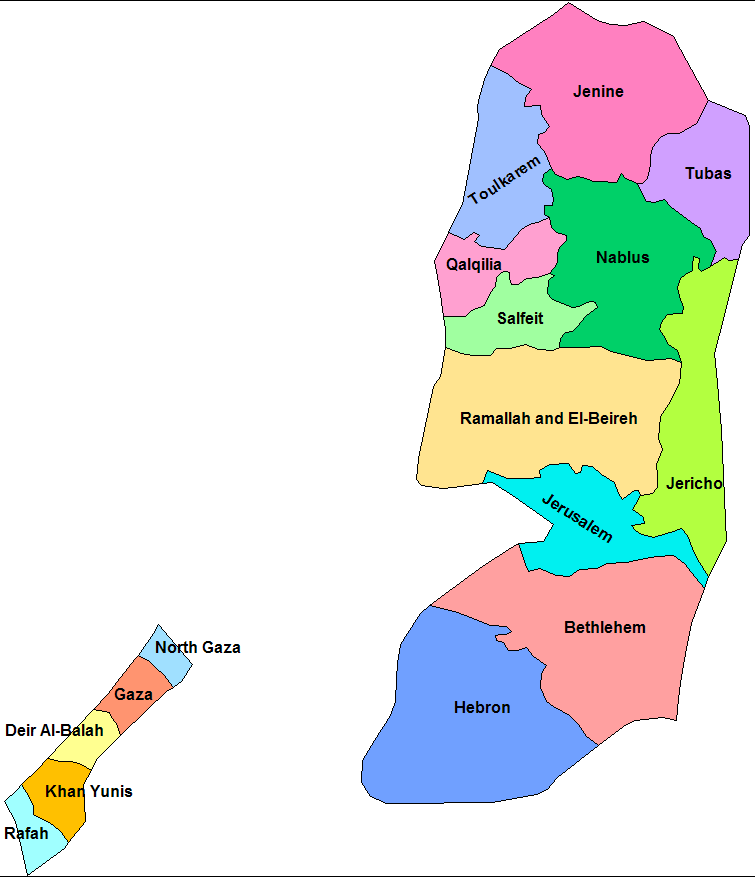
Gobernaciones del Estado de Palestina.

Mapa mostrando el territorio controlado de facto por autoridades palestinas en rojo.

### Gobernaciones

#### Cisjordania
| Nombre                           | Población (2007) | Área (km²). |
| -------------------------------- | ---------------- | ----------- |
| Gobernación de Yenín             | 269.301          | 581         |
| Gobernación de Tubas             | 49.615           | 372         |
| Gobernación de Tulkarem          | 177.694          | 239         |
| Gobernación de Nablus            | 345.847          | 592         |
| Gobernación de Kalkilia          | 100.753          | 164         |
| Gobernación de Salfit            | 66.136           | 191         |
| Gobernación de Ramala y Al-Bireh | 300.328          | 844         |
| Gobernación de Jericó            | 44.961           | 608         |
| Gobernación de Jerusalén         | 415.942          | 344         |
| Gobernación de Belén             | 185.572          | 644         |
| Gobernación de Hebrón            | 560.898          | 1060        |
| Total                            | 2.517.047        | 5.640       |

#### Franja de Gaza
| Nombre                        | Población (2007) | Área (km²). |
| ----------------------------- | ---------------- | ----------- |
| Gobernación de Gaza del Norte | 290.843          | 61          |
| Gobernación de Gaza           | 524.001          | 70          |
| Gobernación de Deir el-Balah  | 216.494          | 56          |
| Gobernación de Jan Yunis      | 290.399          | 108         |
| Gobernación de Rafah          | 177.632          | 65          |
| Total                         | 1.499.369        | 360         |